# 三尻村
三尻村（みしりむら）は埼玉県の北部、大里郡に属していた村。旧幡羅郡。

## 歴史
- 1748年頃 - 三ケ尻村は下原村と呼称されていた[1]。
- 1889年4月1日 - 町村制施行に伴い、三ヶ尻村・拾六間村・新堀新田村が合併し、幡羅郡三尻村が成立する。
- 1896年3月29日 - 幡羅郡が大里郡・榛沢郡・男衾郡と合併し大里郡となる。
- 1935年8月 - 熊谷陸軍飛行学校が村内に設立。
- 1954年11月3日 - 別府村，奈良村とともに熊谷市へ編入され消滅。
- 1958年8月 - 熊谷陸軍飛行学校の跡地に航空自衛隊熊谷基地が建設される。

## 出身有名人
- 栃富士勝健（力士）